# Arcángel (Rusia)
Arcángel o Arjangel (en ruso: Арха́нгельск, Arjánguelsk) es una ciudad del norte de la Rusia europea, capital del óblast homónimo, situada a orillas del río Dviná Septentrional, muy cerca de su desembocadura en la bahía del Dviná, en el mar Blanco. Según el censo de 2010, la población de la ciudad era de 348 783 habitantes.
La ciudad se extiende a lo largo de 40 kilómetros junto a las orillas del río y las islas de su delta. Arcángel fue el principal puerto marítimo de la Rusia medieval y moderna hasta 1703 (cuando fue reemplazado por San Petersburgo). Una línea férrea de 1133 kilómetros de largo va desde Arcángel a Moscú a través de Vólogda y Yaroslavl, y el aeropuerto de Talagui y un aeropuerto más pequeño de Vaskovo ofrecen servicios de transporte aéreo.

## Historia

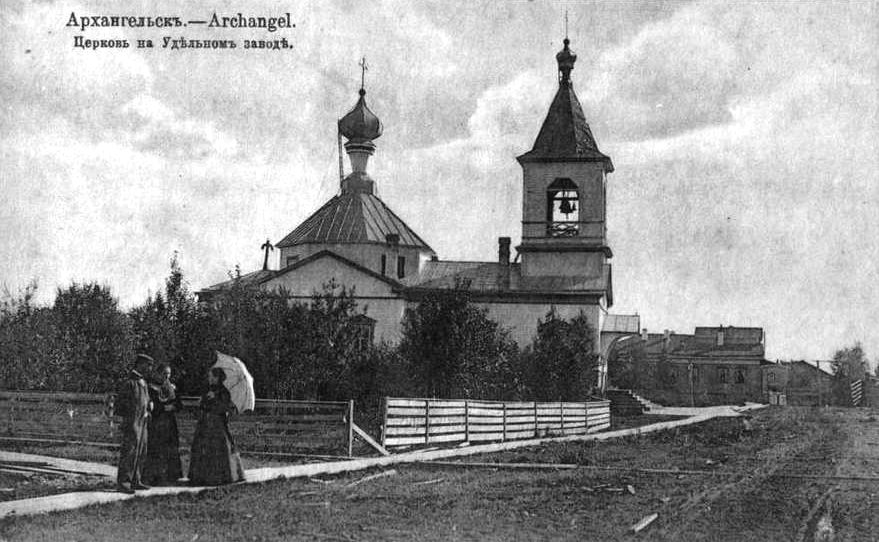
La ciudad de Arcángel en la década de 1910.

Ya en el siglo XII, existía el monasterio ortodoxo ruso "San Miguel Arcángel" en la zona.
Fue oficialmente fundado por Iván IV de Rusia en 1584 con el nombre de Novojolmogory (en ruso: Новохолмого́ры), nombre que fue cambiado por el actual en 1613 en honor del vecino monasterio.
Desde su fundación, fue el puerto más importante de Rusia hasta la construcción de San Petersburgo en 1703 por orden de Pedro I de Rusia (que a la postre se convertiría en la capital del Imperio ruso), lo cual provocó que Arcángel entrara en una profunda decadencia en el siglo XVIII (el comercio por el mar Báltico predominaba sobre el del mar Blanco), pero el comercio volvió a florecer en el siglo XIX tras completarse la línea del ferrocarril con Moscú.
De 1918 a 1920, durante la guerra civil rusa, fue ocupada por las tropas anglo-estadounidenses.

## Geografía
La ciudad está situada en la confluencia del río Dviná Septentrional, a 40 kilómetros de su desembocadura en el mar Blanco. Arcángel se encuentra en terreno llano y a una altitud de 7 metros sobre el nivel del mar.

### Clima
Arcángel tiene un clima subártico (según la clasificación climática de Köppen Dfc) con inviernos largos y veranos cortos y frescos.
| Parámetros climáticos promedio de Arcángel (1991-2020) | Parámetros climáticos promedio de Arcángel (1991-2020) | Parámetros climáticos promedio de Arcángel (1991-2020) | Parámetros climáticos promedio de Arcángel (1991-2020) | Parámetros climáticos promedio de Arcángel (1991-2020) | Parámetros climáticos promedio de Arcángel (1991-2020) | Parámetros climáticos promedio de Arcángel (1991-2020) | Parámetros climáticos promedio de Arcángel (1991-2020) | Parámetros climáticos promedio de Arcángel (1991-2020) | Parámetros climáticos promedio de Arcángel (1991-2020) | Parámetros climáticos promedio de Arcángel (1991-2020) | Parámetros climáticos promedio de Arcángel (1991-2020) | Parámetros climáticos promedio de Arcángel (1991-2020) | Parámetros climáticos promedio de Arcángel (1991-2020) |
| Mes                                                    | Ene.                                                   | Feb.                                                   | Mar.                                                   | Abr.                                                   | May.                                                   | Jun.                                                   | Jul.                                                   | Ago.                                                   | Sep.                                                   | Oct.                                                   | Nov.                                                   | Dic.                                                   | Anual                                                  |
| ------------------------------------------------------ | ------------------------------------------------------ | ------------------------------------------------------ | ------------------------------------------------------ | ------------------------------------------------------ | ------------------------------------------------------ | ------------------------------------------------------ | ------------------------------------------------------ | ------------------------------------------------------ | ------------------------------------------------------ | ------------------------------------------------------ | ------------------------------------------------------ | ------------------------------------------------------ | ------------------------------------------------------ |
| Temp. máx. abs. (°C)                                   | 5.0                                                    | 5.2                                                    | 12.3                                                   | 25.3                                                   | 32.1                                                   | 33.0                                                   | 34.4                                                   | 33.4                                                   | 27.7                                                   | 18.3                                                   | 10.0                                                   | 5.8                                                    | 34.4                                                   |
| Temp. máx. media (°C)                                  | -8.4                                                   | -7.1                                                   | -1.1                                                   | 5.6                                                    | 13.1                                                   | 18.7                                                   | 22.1                                                   | 18.6                                                   | 12.8                                                   | 5.0                                                    | -1.9                                                   | -5.3                                                   | 6                                                      |
| Temp. media (°C)                                       | -11.6                                                  | -10.7                                                  | -5.5                                                   | 0.8                                                    | 7.5                                                    | 13.1                                                   | 16.5                                                   | 13.6                                                   | 8.8                                                    | 2.5                                                    | -4.2                                                   | -8.2                                                   | 1.9                                                    |
| Temp. mín. media (°C)                                  | -15.2                                                  | -14.4                                                  | -9.7                                                   | -3.4                                                   | 2.5                                                    | 7.7                                                    | 11.5                                                   | 9.3                                                    | 5.6                                                    | 0.4                                                    | -6.7                                                   | -11.3                                                  | -2                                                     |
| Temp. mín. abs. (°C)                                   | -45.2                                                  | -41.2                                                  | -37.1                                                  | -27.3                                                  | -13.7                                                  | -3.9                                                   | -0.5                                                   | -4.1                                                   | -7.5                                                   | -21.1                                                  | -36.1                                                  | -43.2                                                  | -45.2                                                  |
| Precipitación total (mm)                               | 42                                                     | 32                                                     | 31                                                     | 32                                                     | 48                                                     | 65                                                     | 75                                                     | 82                                                     | 62                                                     | 68                                                     | 51                                                     | 48                                                     | 636                                                    |
| Nevadas (cm)                                           | 36                                                     | 45                                                     | 48                                                     | 19                                                     | 1                                                      | 0                                                      | 0                                                      | 0                                                      | 0                                                      | 2                                                      | 11                                                     | 24                                                     | 186                                                    |
| Días de lluvias (≥ 1 mm)                               | 2                                                      | 2                                                      | 4                                                      | 10                                                     | 17                                                     | 17                                                     | 18                                                     | 19                                                     | 22                                                     | 19                                                     | 9                                                      | 4                                                      | 143                                                    |
| Días de nevadas (≥ 1 mm)                               | 27                                                     | 26                                                     | 23                                                     | 13                                                     | 6                                                      | 1                                                      | 0                                                      | 0.03                                                   | 1                                                      | 13                                                     | 25                                                     | 28                                                     | 163                                                    |
| Horas de sol                                           | 13                                                     | 56                                                     | 117                                                    | 193                                                    | 262                                                    | 298                                                    | 301                                                    | 203                                                    | 116                                                    | 59                                                     | 19                                                     | 6                                                      | 1643                                                   |
| Humedad relativa (%)                                   | 85                                                     | 84                                                     | 80                                                     | 72                                                     | 68                                                     | 69                                                     | 75                                                     | 81                                                     | 85                                                     | 88                                                     | 89                                                     | 87                                                     | 80.3                                                   |
| Fuente n.º 1: Погода и климат                          |                                                        |                                                        |                                                        |                                                        |                                                        |                                                        |                                                        |                                                        |                                                        |                                                        |                                                        |                                                        |                                                        |
| Fuente n.º 2: NOAA (Horas de sol, 1961-1990)           |                                                        |                                                        |                                                        |                                                        |                                                        |                                                        |                                                        |                                                        |                                                        |                                                        |                                                        |                                                        |                                                        |

## Economía
Actualmente sigue siendo un importante puerto a pesar de estar cubierto por el hielo durante los 8 meses de invierno. Posee aserraderos y una importante industria papelera, naval y de conservas.

## Galería

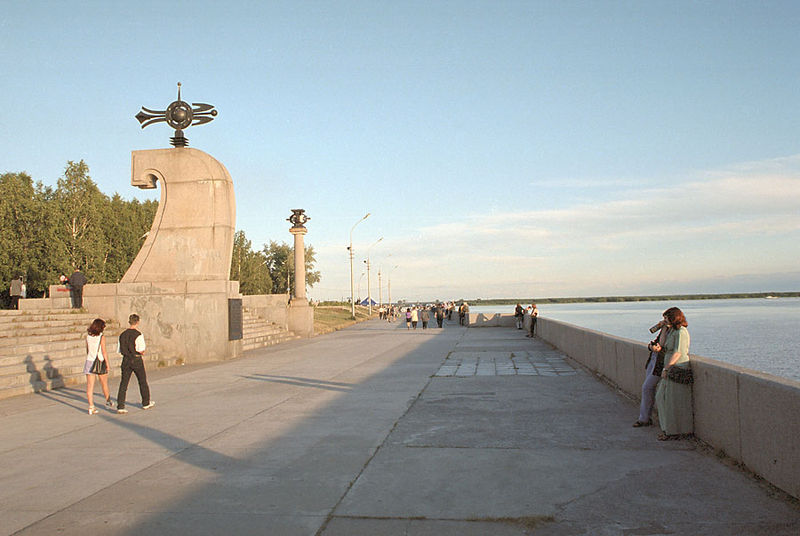
Paseo a orilla del Dviná Septentrional
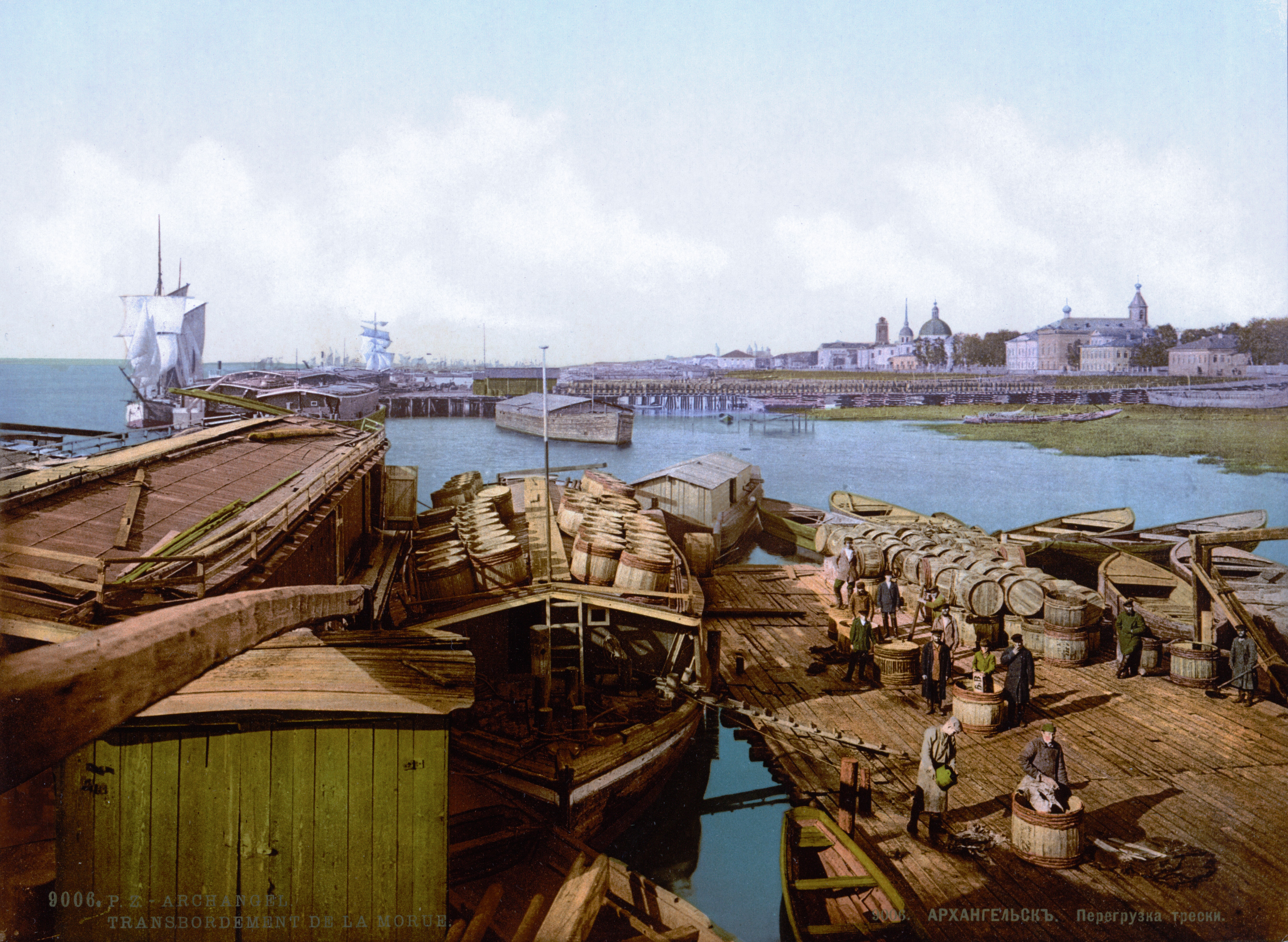
Vista del puerto de Arcángel en el año 1896
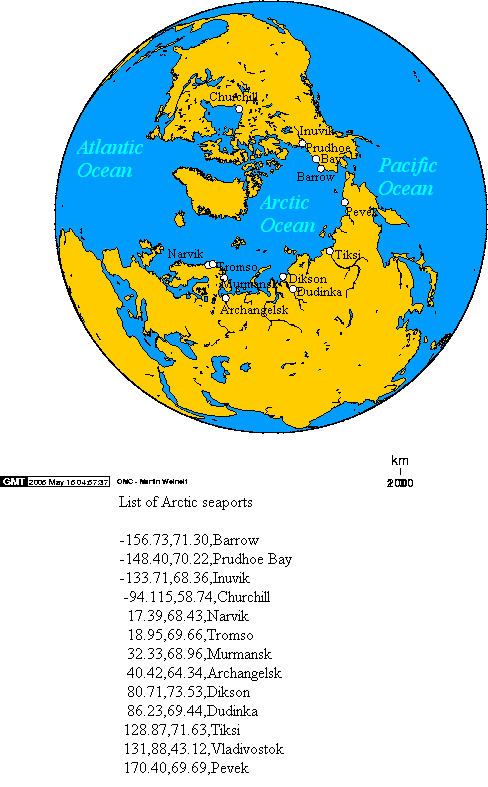
Arcángel en un mapa del océano Ártico
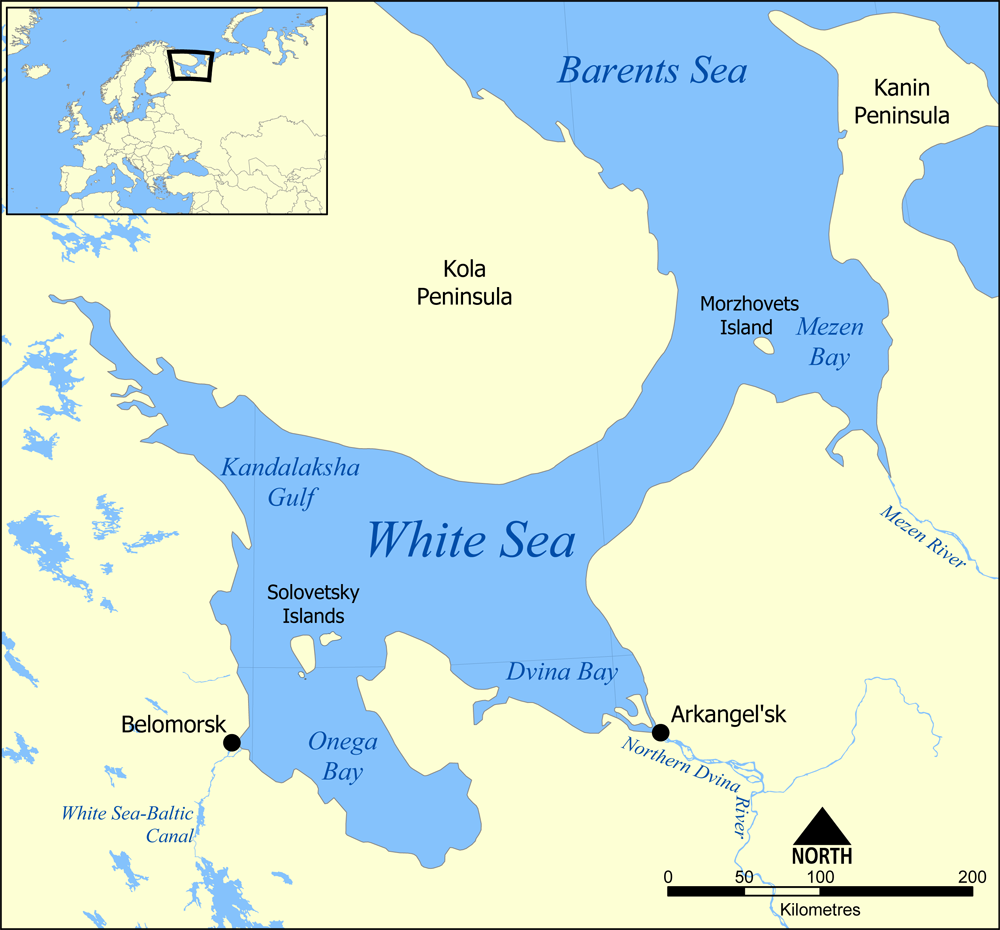
Arcángel en un mapa del mar Blanco
Arcángel en un mapa del Dviná Septentrional
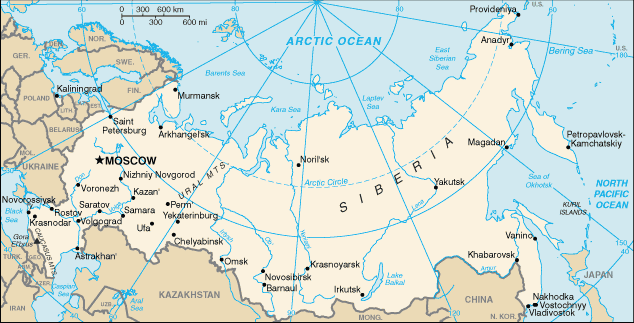
Arcángel en un mapa de Rusia
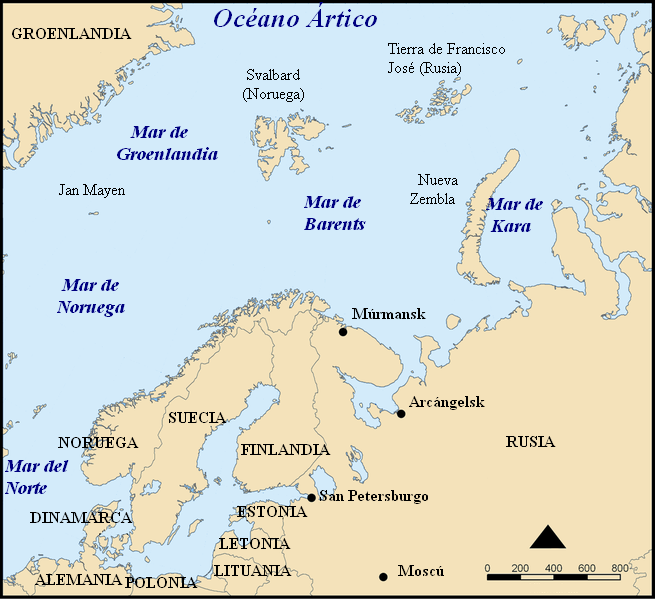
Arcángel en un mapa del mar de Barents

## Ciudades hermanadas
- El Pireo
- Emden
- Mulhouse
- Kiruna
- Oulu
- Słupsk
- Vardø